# Stadhuis van Zwolle
Het Stadhuis van Zwolle is gevestigd aan het Grote Kerkplein.
Het pand bestaat uit twee delen: een oud gedeelte uit de 15e eeuw (ingrijpend gemoderniseerd in 1821) en een modern gedeelte opgeleverd in 1975.

## Geschiedenis
Het huidige pand van het stadhuis van Zwolle begon bij de vervanging van de oude raadhuis aan het Grote Kerkplein door het Raadhuis (1447-'48) en het Wijnhuis (1448-'49) aan de Sassenstraat en de Raadhuistoren (1448-'52) aan het Grote Kerkplein. Door aankoop en verbouwing werden in de Sassenstraat nog het Meentehuis (1448) en het Dirk Mosterthuis (1459) aan het complex toegevoegd. Van deze panden bleven het Raadhuis, het Meentehuis en het Dirk Mosterhuis behouden. In 1821 werden ze ingrijpend en vrijwel onherkenbaar gemoderniseerd en onder een gepleisterde lijstgevel samengevoegd. De laat-gotische natuurstenen gevel voor het Raadhuis en het Wijnhuis is toen gesloopt.
In 1840 werd het Wijnhuis ingekort voor een betere ontsluiting van het in 1827 heringerichte Grote Kerkplein. De overgebleven delen van het Wijnhuis en de Raadhuistoren werden in 1868 gesloopt voor de bouw van de Brouwersschool; deze werd gesloopt in 1936.
In de schepenzaal werd eeuwenlang het bestuur van de stad gevoerd. Er werd vergaderd door de schepenen en andere leden van de vroedschap. Tevens werd in deze zaal rechtgesproken.

## Nieuwbouw stadhuis
Vanaf eind 19e eeuw werd gesproken over een nieuw gemeentehuis, aangezien het oude te klein werd. In de jaren zeventig van de twintigste eeuw concretiseerde dit. Het ontwerp werd geleverd door architect J.J. Konijnenburg. Het oorspronkelijke plan werd verworpen na massale kritiek van de bevolking. Hierbij zou een rijtje huizen moeten worden gesloopt. In amper zes weken heeft Konijnenburg de ontwerpen aangepast en hierna heeft het voorstel het wel gehaald. Voor de bouw van de nieuwe vleugel heeft de men de achtergevel van het Mentehuis iets teruggelegd. Op 15 mei 1976 is het geopend.

## Nieuwbouw stadskantoor / gemeentekantoor
In de jaren negentig bleek het pand te klein voor zijn functie. Veel ambtenaren zijn hierom verhuisd naar het nieuwe gemeentekantoor aan het Lübeckplein in de nieuwe wijk Hanzeland dat op 5 juni 2000 werd geopend.

## Bijzonderheden
Een vereenvoudigde afbeelding van de voorgevel heeft jarenlang als logo gefungeerd voor de gemeente Zwolle.

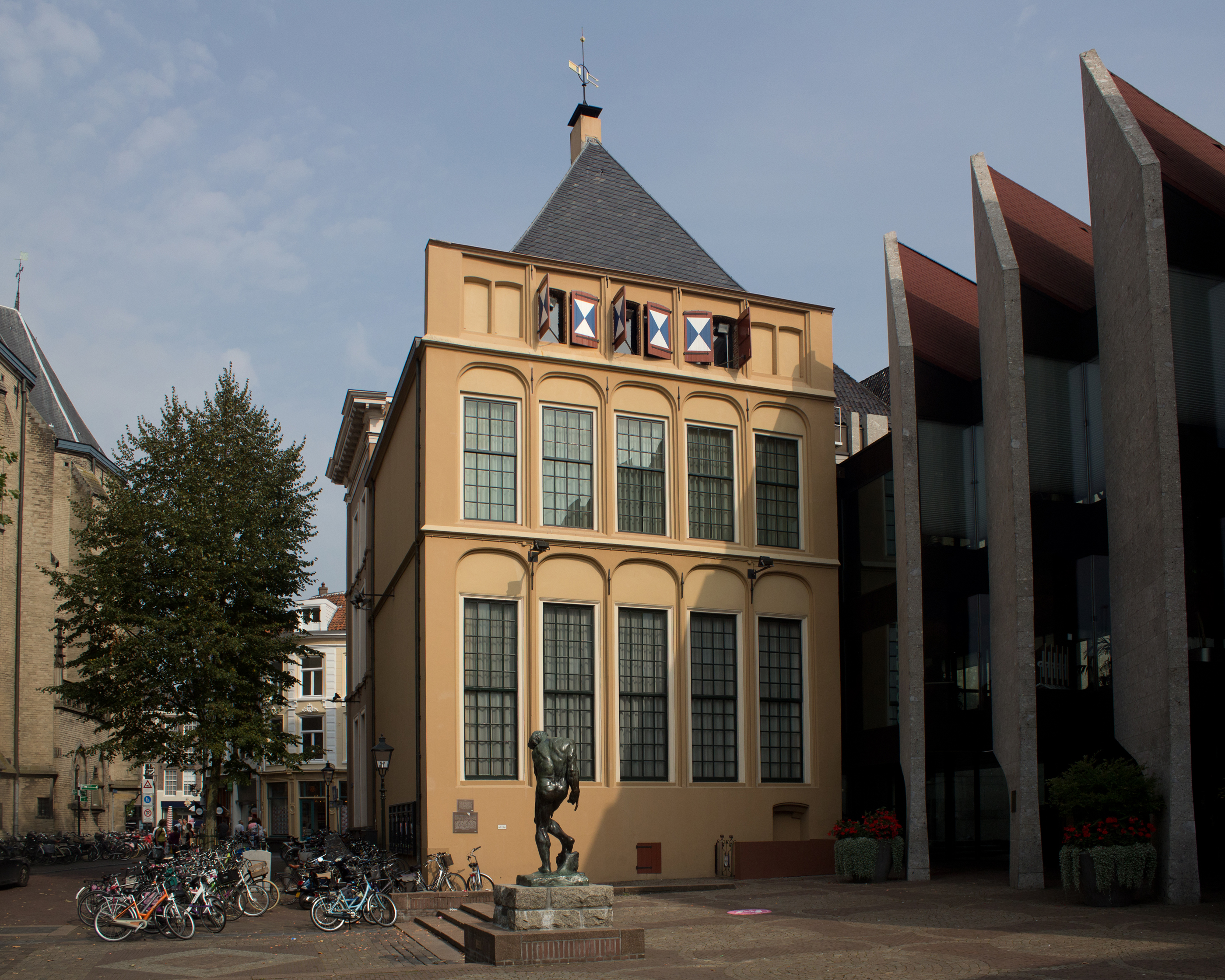
Achterzijde oude raadhuis
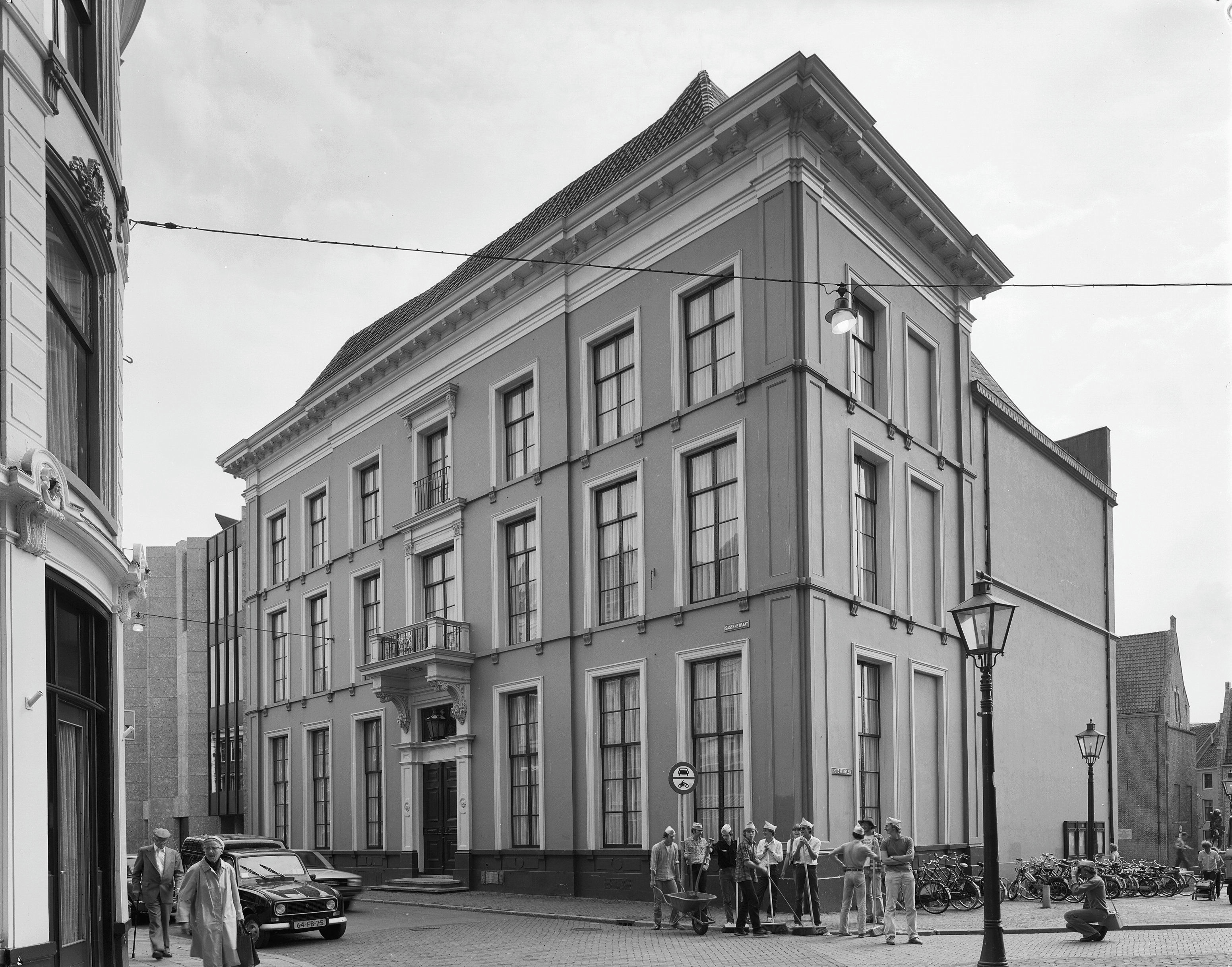
Voorgevel aan de Sassenstraat
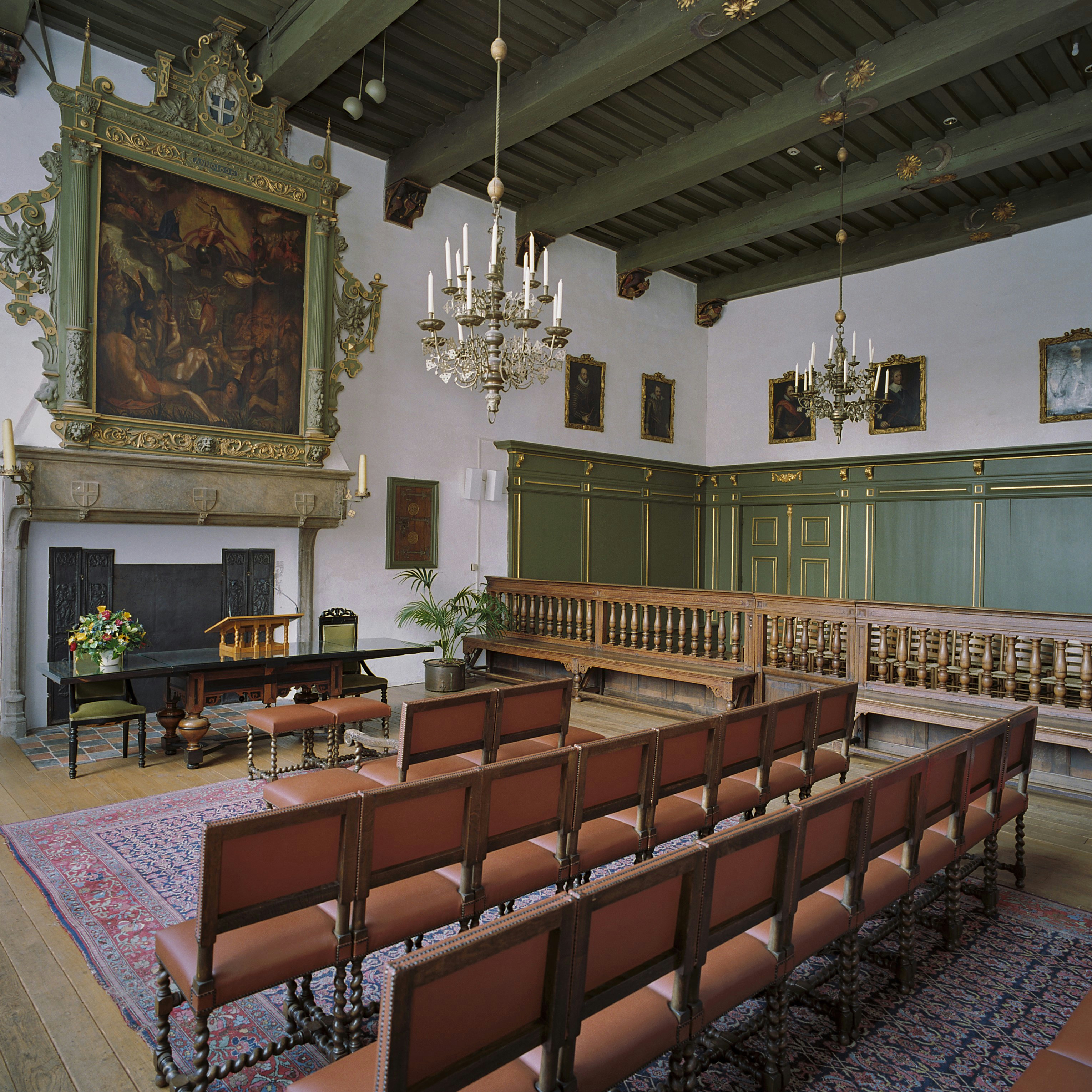
Interieur Schepenzaal